# Иранские народы
Ира́нские наро́ды (авест. 𐬀𐬌𐬭𐬌𐬌𐬀 airya; перс. اقوام ایرانی‌تبار‎ aqvâm-e irâni-tabâr, курд. gelên arî, осет. ирайнаг адӕм, тал. Irona mardumon/Ирона мардумон) — группа народов общего происхождения, разговаривающих на иранских языках индоиранской ветви индоевропейской языковой семьи. В настоящее время они распространены на территории Ирана, Афганистана, Таджикистана, Узбекистана, Пакистана, Турции, Ирака, Сирии, Омана, Китая, Азербайджана и России.

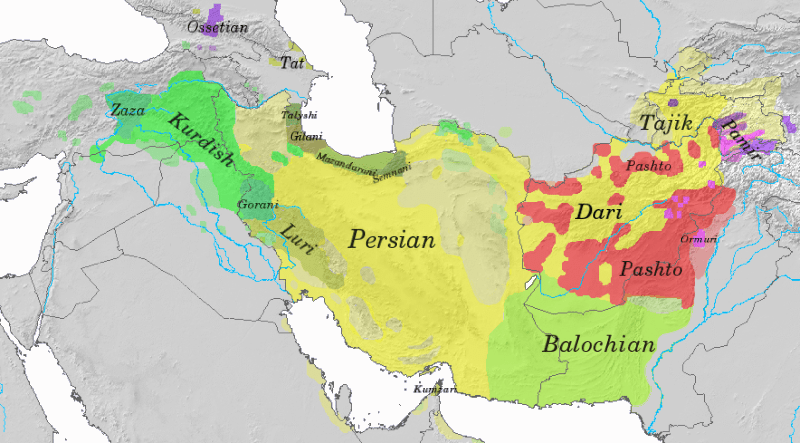
Распространение иранских языков

## Происхождение названия
Этноним «иранцы» происходит от исторического названия «Иран» (пехл. ērān, перс. ايراﻥ‎ тадж. Эрон), произошедшего от древнеиранского a(i)ryāna — арийская (земля), (земля) ариев. Ср. авест. airyana- «арийский», airyō.šayana «обиталище ариев», airyå daiŋʹhāwō — «стра́ны ариев», парф. и согд. aryān «Ориён», алан. *alān «алан», осет. Ирыстон «страна ариев», осет. Ир, ирӕттӕ; ед. ч. ирон (самоназвание Осетин).

## Этногенез
Происхождение ираноязычных народов связано с распадом индоиранского континуума, происходившим приблизительно в начале II тыс. до н. э. на бывшей территории древней, по всей видимости, доиндоиранской Бактриано-Маргианской культуры (Средняя Азия и Афганистан). В результате появились изначально компактные общности индоариев, митаннийцев и собственно иранцев, оказавшиеся разделёнными географическими и лингвистическими барьерами. С конца II по конец I тыс. до н. э. происходит широкая экспансия ираноязычных племён из Среднеазиатского региона, в результате которой иранцы оказываются расселены на значительных территориях Евразии от запада Китая до Месопотамии и от Гиндукуша до Северного Причерноморья.

## Неоднозначность термина «иранцы»
В современном употреблении словом «иранцы» чаще обозначают жителей современного Ирана, особенно персоязычных, что прежде всего связано с официальным переименованием в 1935 году этой страны из «Персии» в «Иран». Между тем сам термин «Иран» изначально употреблялся для куда более обширного региона, включающего также Афганистан и юг Средней Азии (Большой Хорасан). Для различия понятий «современное государство Иран» и «исторический Иран» для последнего употребляют выражение «Персия».
Кроме того, сам термин «Иран» связан прежде всего с персидским языком и персидской эпической традицией (см. Шахнаме).

## История и расселение

### Индоевропейские корни
Праиндоиранцы

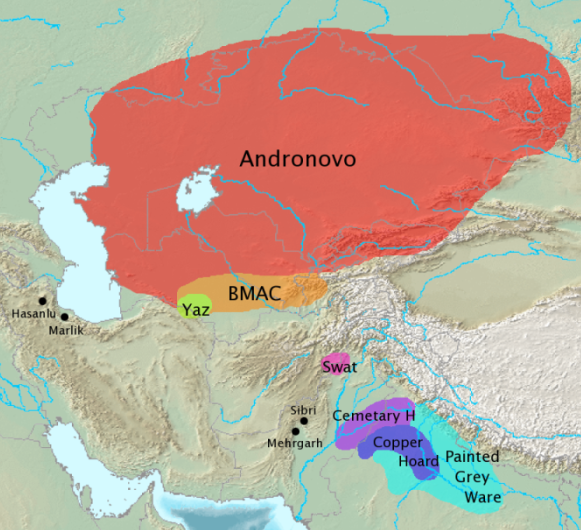
Археологические культуры, обычно связываемые с миграцией индоиранских народов (согласно Encyclopedia of Indo-European Cultures). Чаще всего с данными народами связывают Андроновскую, Маргианскую и Язскую культуры. Культуры кладбища H, медных кладов, сватская (гандхарская) и серой расписной керамики чаще рассматриваются как потомки местных доиндоевропейских культур.

Праиндоиранцев обычно отождествляют с синташтинской культурой и последующей андроновской культурой в рамках более широкого андроновского горизонта, а их родину — с областью евразийской степи, которая граничит с рекой Урал на западе и Тянь-Шанем на востоке.
Индоиранские миграции происходили в две волны. Первая волна состояла из индоарийской миграции через БМАК, в Левант, основав государство Митанни; и миграции ведического народа на юго-восток, через Гиндукуш в северную Индию. Индоарийцы отделились примерно в 1800—1600 годах до н. э. от иранцев, после чего они были разбиты и разделены на две группы иранцами, которые доминировали в Центрально-евразийской степной зоне и «преследовали [индоариев] до окраин Центральной Евразии». Одной группой были индоарийцы, основавшие государство Митанни в северной Сирии; (ок. 1500—1300 гг. до н. э.) другой группой были ведические народы.
Вторая волна интерпретируется как иранская волна и произошла на третьем этапе индоевропейских миграций с 800 года до н. э. и далее.
Согласно ближневосточной гипотезе предковые индо-персидские /индоарийские/ племена были на Ближнем Востоке автохтонами, то есть коренные народы, которые обитали на определённых землях. В древних текстах среди индоарийцев упоминаются племена Луллубеи и Касситы. Луллубеи (Lullubi, Lullubu) — древний народ Ближнего Востока. Обитали в верховьях реки Дияла в горах Загрос к востоку от Двуречья. Это был воинственный народ, особенно активный в период правления аккадского царя Нарам-Суэна (около 2291—2254 гг. до н. э.). От XXII века до н. э. дошла надпись «царя луллубеев» с аккадским именем Анубанини. Касситы (аккад. kaššū, кашшу) — древние племена, обитавшие в горных местностях Западного Ирана, в верховьях реки Диялы и её притоков у северо-западных пределов Элама. Одна из групп касситских племён ещё в XVIII веке до н. э. продвинулась в Северную Месопотамию и вышла к притоку среднего Евфрата Хабуру. Несколько ниже впадения Хабура в Евфрат в связи с их вторжением было воссоздано старое Ханейское царство с центром в г. Терке. Благодаря нашествию хеттов, касситам в 1595 г. до н. э. удалось свергнуть аморейскую династию и установить контроль над Вавилоном и править им в XVI—XII вв. до н. э.

### Скифы и Персы

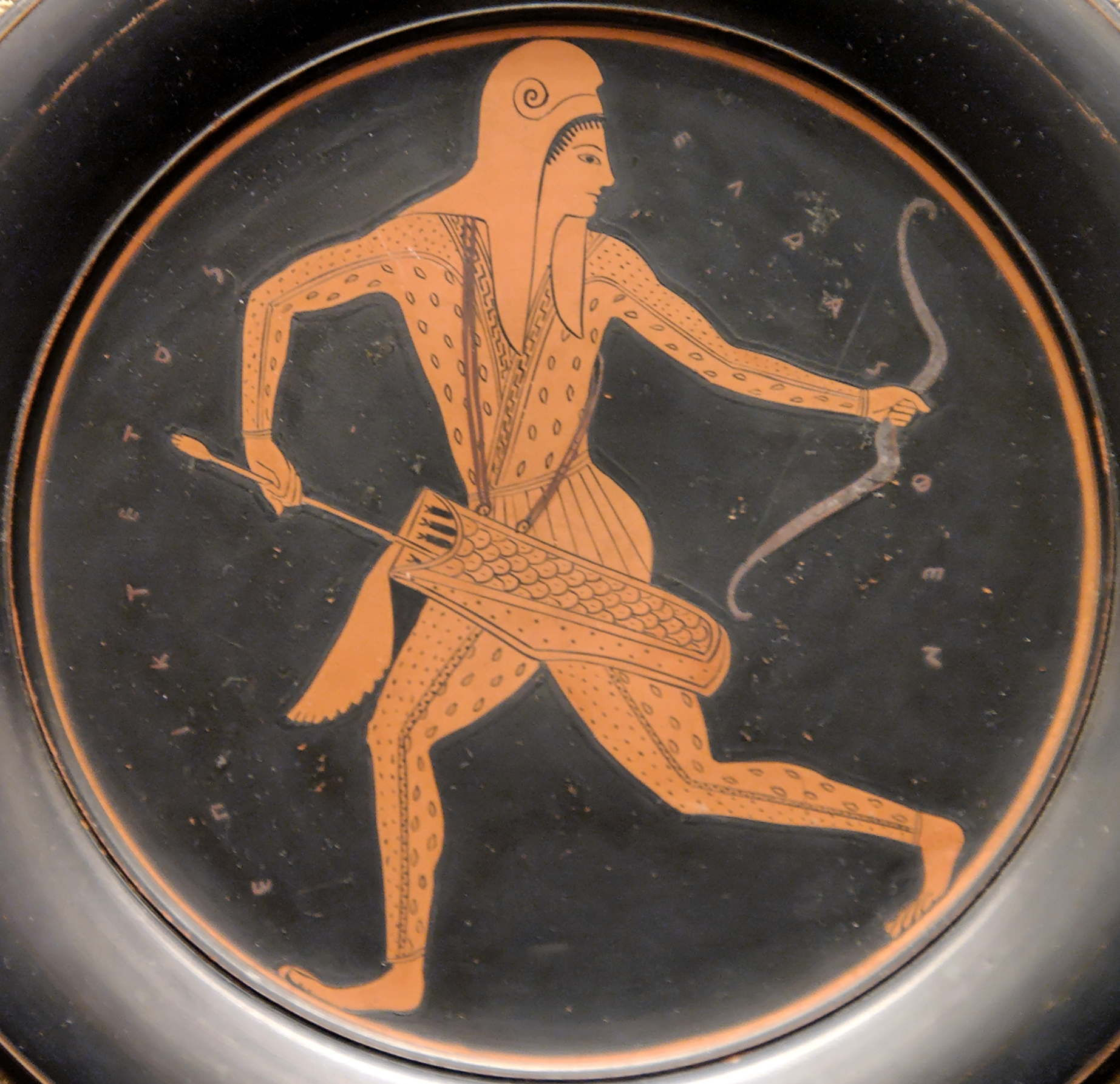
Аттикская Краснофигурная вазопись показывающий Скифского лучника, работа вазописца Эпиктета, ок. 520—500 г д.н. э. Британский музей

С конца 2-го тысячелетия до н. э. до начала 1-го тысячелетия до н. э. иранцы распространились из Евразийской степи, и иранские народы, такие как персы, мидийцы, парфяне и бактрийцы, населяли Иранское нагорье.
Скифские племена, наряду с киммерийцами, сарматами и аланами, населяли степи к северу от Чёрного моря. Скифские и сарматские племена были распространены по Альфёльду, Юго-Восточной Украине, Сибирским, Южным, Поволжским, Уральским регионам России и Балканам. Скифы также образовали Индо-Скифское царство, а бактрийцы образовали Греко-Бактрийское царство, основанное Диодотом I, сатрапом Бактрии. Кушанское царство с бактрийскими корнями и связями когда-то контролировала большую часть Пакистана, Афганистана и Таджикистана. Кушанская элита (которую китайцы называли юэчжи) была народом, говорящим на восточноиранском языке.

### Западноиранские народы

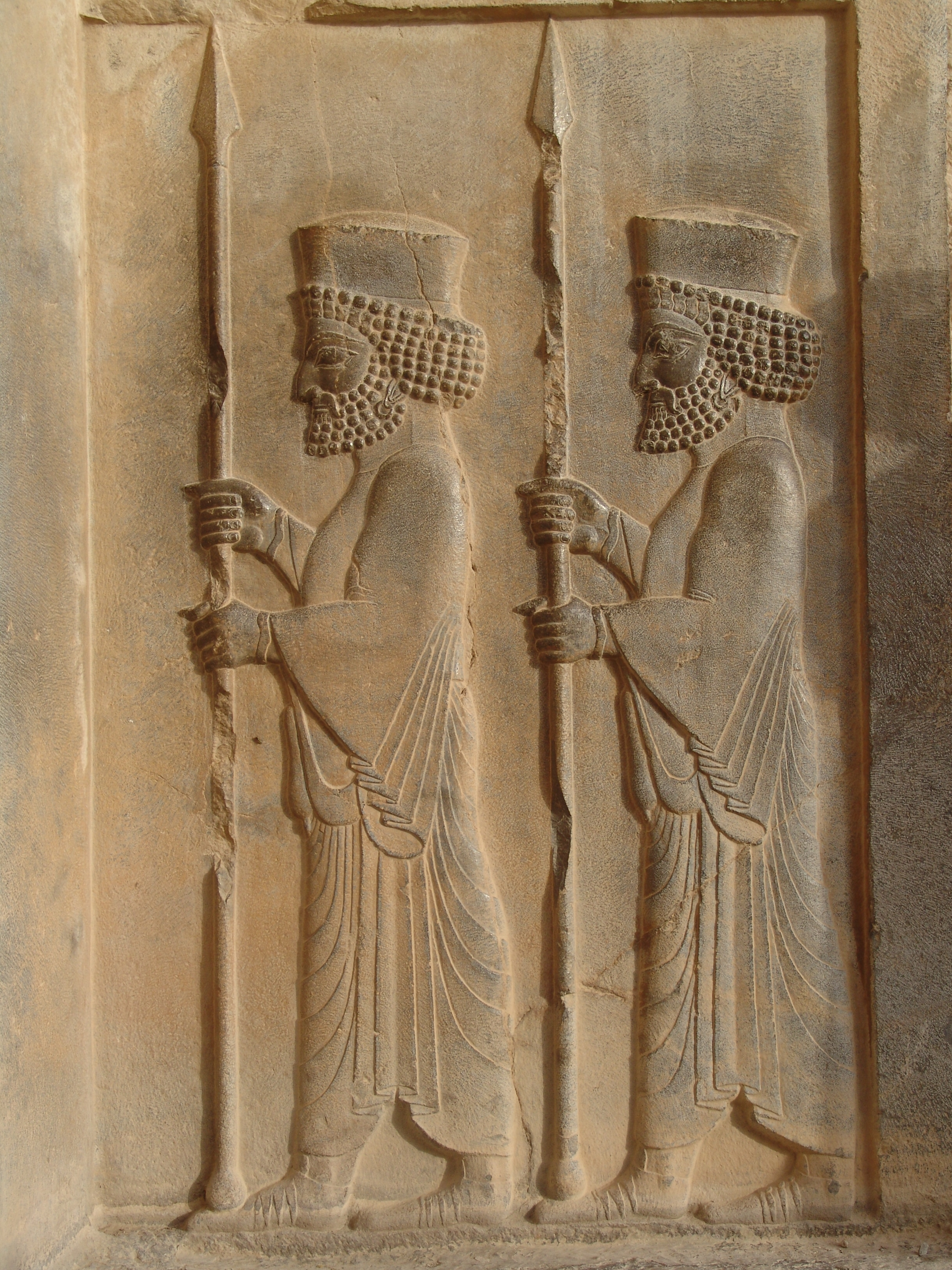
Персеполь: Персидская стража

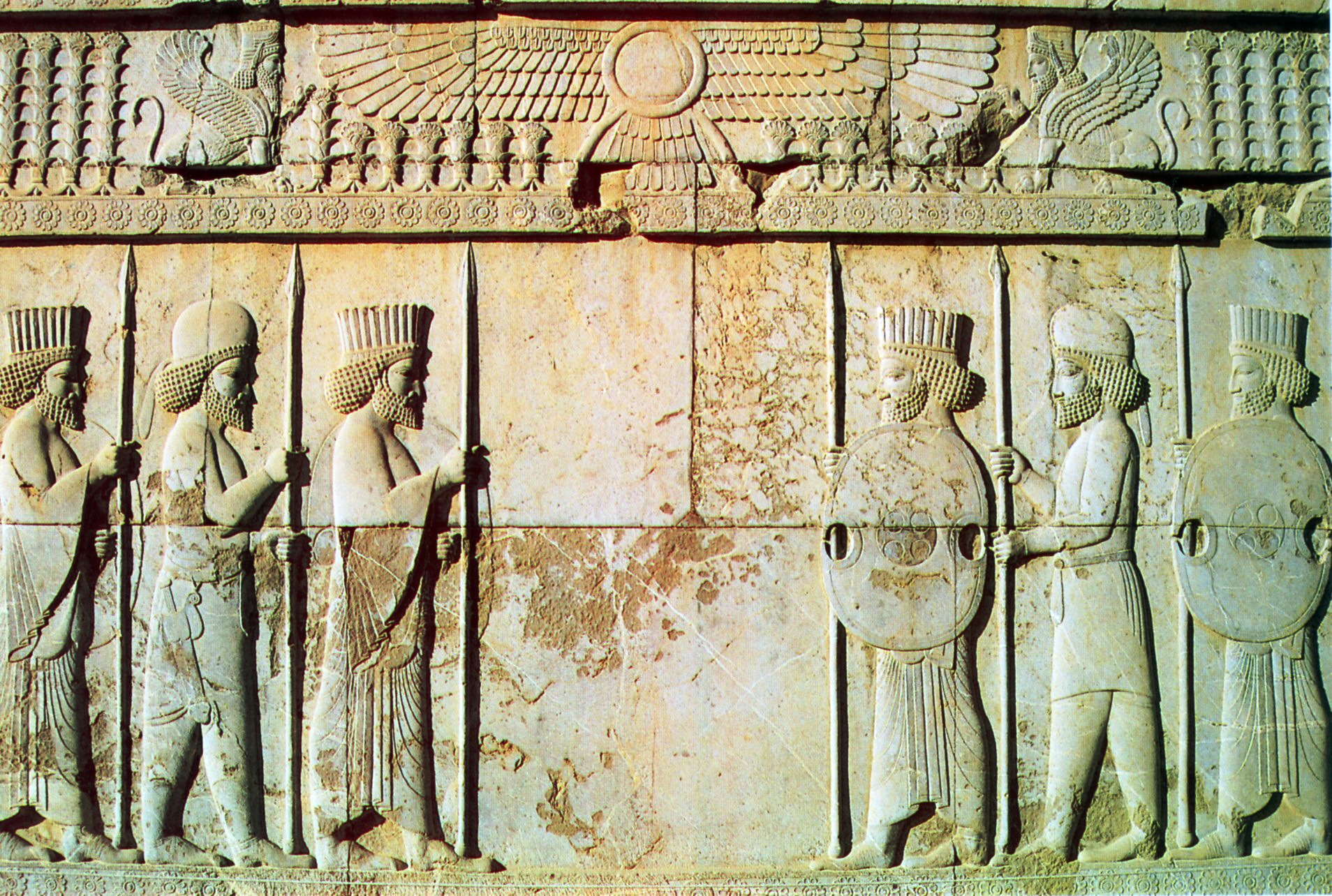
Зал Ападаны, V век до н. э., резьба эпохи Ахеменидов персидских и мидийских солдат в традиционных костюмах (мидийцы носят округлые шляпы и сапоги), Персеполь, Иран

В течение 1-го века 1-го тысячелетия до н. э. древние персы обосновались в западной части Иранского нагорья и, по-видимому, значительно взаимодействовали с эламитами и вавилонянами, в то время как мидийцы также вступили в контакт с ассирийцами. Остатки мидийского и древнеперсидского языков показывают их общие праиранские корни, подчеркнутые в описании Страбоном и Геродотом их языков как очень похожих на языки, на которых говорили бактрийцы и согдийцы на востоке. После создания державы Ахеменидов персидский язык распространился из провинции Парс в различные регионы державы, с современными диалектами Ирана, Афганистана (также известным как дари) и Центральной Азии (известным как таджикский), происходящий от древнеперсидского.
Сначала западноиранские народы на Ближнем Востоке находились под властью различных ассирийских империй. Союз мидийцев с персами и восставшими вавилонянами, скифами, халдеями и киммерийцами помог мидийцам захватить Ниневию в 612 году до н. э., что привело к окончательному краху Новоассирийского царства к 605 году до н. э.[66]. После падения Ассирийской империи, между 616 и 605 годами до н. э., было образовано единое Мидийское государство, которое вместе с Вавилонией, Лидией и Египтом стало одной из четырёх главных держав древнего Ближнего Востока.
Позже, в 550 году до н. э., Кир II Великий свергнет ведущее Мидийское правление и завоюет Лидийское царство и Вавилонскую империю, после чего он основал державу Ахеменидов, в то время как его преемники значительно расширили её границы. Ахемениды будут править большей частью известного древнего мира на протяжении веков. Мавзолей в Галикарнасе, одно из Семи чудес Древнего мира, также был построен в период Ахеменидского правления.
Греко-персидские войны привели к тому, что персы были вынуждены уйти со своих европейских территорий, определив прямой дальнейший ход истории Греции и остальной Европы. Более века спустя принц Македонии (который сам был подданным Персии с конца VI века до н. э. до Первого персидского вторжения в Грецию), позже известный под именем Александр Македонский, сверг действующего персидского царя, что положило конец державе Ахеменидов.
Первые жители державы Ахеменидов, по-видимому, приняли религию зороастризма. Белуджи, говорящие на западноиранском языке, рассказывают устную традицию об их миграции из Алеппо, Сирия, примерно в 1000 году н. э., в то время как лингвистические свидетельства связывают белуджский с курманджи, сорани, горани и зазаки.

### Восточноиранские народы

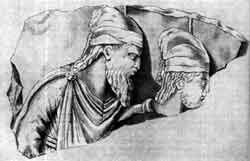
Скифский царь Скилур и его сын Палак на барельефе в Неаполе Скифском, Крым, II век до н. э.

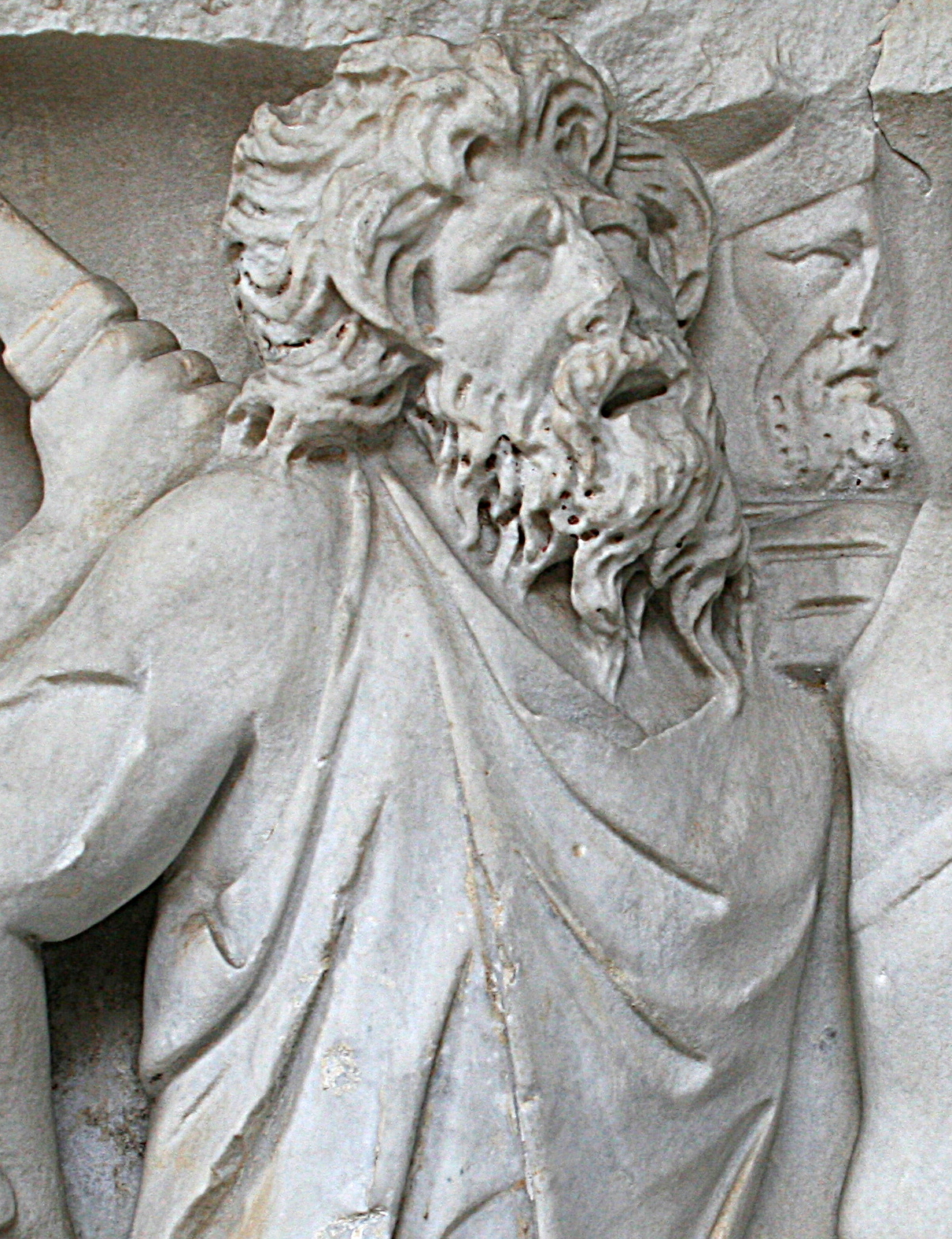
Изображение сармата из римского саркофага, II век нашей эры.

Греческий историк Геродот (5 век до н. э.) упоминает кочевой народ скифов; он описывает их как обитавших на территории современной южной части Европейской России и Украины. Он был первым, кто упомянул о них. Многие древние санскритские тексты более позднего периода содержат ссылки на такие племена, свидетелями которых они были, указывая им на самые юго-восточные окраины Центральной Азии, вокруг хребта Гиндукуш на севере Пакистана.
Считается, что эти скифы были завоеваны их восточными родственниками, сарматами, которые упоминаются Страбоном как доминирующее племя, контролировавшее южнорусскую степь в 1-м тысячелетии н. э. Эти сарматы были также известны римлянам, которые покорили западные племена на Балканах и отправили сарматских призывников в составе римских легионов далеко на запад, в римскую Британию. Ираноязычные скифы и сарматы доминировали на большей части Восточной Европы в течение тысячелетия и в конечном итоге были поглощены и ассимилированы (например, славянизацией) древнеславянским населением региона.
Другая группа аланов вступила в союз с готами, чтобы победить римлян, и в конечном счете обосновалась на территории, которая сейчас называется Каталония (Готская Алания).
Некоторые сакско-скифские племена в Центральной Азии позже продвинулись дальше на юго-восток и вторглись на Иранское нагорье, обширные районы современного Афганистана и, наконец, глубоко в современный Пакистан (см. Индо-скифы). Другим иранским племенем, родственным сакско-скифам, были парны в Центральной Азии, которые позже стали неотличимы от парфян, говорящих на северо-западном иранском языке. Многие иранские племена, в том числе хорезмийцы, массагеты и согдийцы, были ассимилированы и/или вытеснены в Центральной Азии миграциями тюркских племен, пришедших из Синьцзяна и Сибири.
Современные сарикольский в южном Синьцзяне и осетины Кавказа (в основном Южная Осетия и Северная Осетия) являются остатками различных скифских племен с обширной территории, на которой они когда-то жили. Современные осетины являются потомками алано-сарматов, и их претензии подкрепляются их северо-восточным иранским языком, в то время как в культурном отношении осетины напоминают своих северокавказских соседей, кабардинцев и адыгов. На Восточном Кавказе существовали различные вымершие иранские народы, в том числе азарийцы, в то время как некоторые иранские народы остаются в регионе, в том числе талыши и таты, обитающие в Азербайджане и на севере российской республики Дагестан. Остатки согдийцев встречаются среди населения, говорящего на ягнобском языке, в некоторых частях долины Зеравшана в Таджикистане.

### Средние века

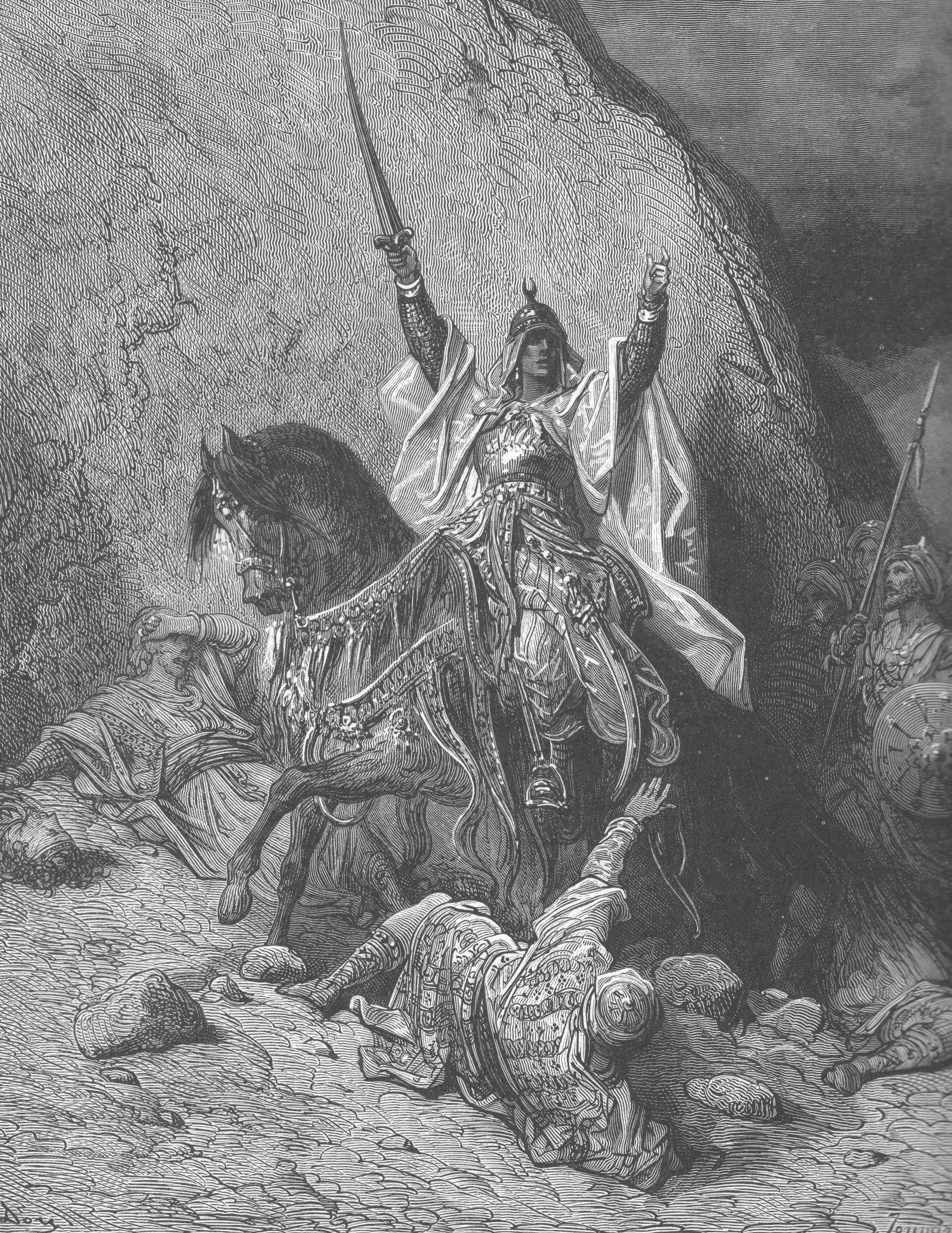
«Победоносный Саладин». Гравюра Гюстава Доре, XIX век.

Начиная с правления Умара в 634 году н. э., мусульмане-арабы начали завоевание Иранского нагорья. Арабы завоевали персидскую империю Сасанидов и захватили большую часть Византии, населенной курдами и другими народами. В конечном счете, различные иранские народы, включая персов, пуштунов, курдов и белуджей, приняли ислам, в то время как аланы приняли христианство, тем самым заложив основу того факта, что современные осетины являются христианами. Иранские народы позже расколются по религиозному признаку, поскольку персы приняли шиитский толк ислама.

Позже, во 2-м тысячелетии н.э, иранские народы будут играть заметную роль в эпоху исламской экспансии и империи. Салах ад-Дин, известный противник крестоносцев, был этническим курдом, в то время как различные империи с центром в Иране (включая Сефевидов) восстановили современный диалект персидского в качестве официального языка, на котором говорят на большей части территории современного Ирана и Кавказа. Иранское влияние распространилось на соседнюю Османскую империю, где при дворе часто говорили на персидском языке (хотя тяжелая тюрко-персидская основа там была заложена уже предшественниками османов в Анатолии, а именно сельджуками и Конийским султанатом среди прочих), а также при дворе Империи Великих Моголов. Все основные иранские народы возобновили использование иранских языков после упадка арабского правления, но не начали формировать современную национальную идентичность до 19-го и начала 20-го веков (точно так же, как многие европейские сообщества, такие как Германия и Италия, начали формулировать свои собственные национальные идентичности).

## Иранские языки
Иранские языки — группа внутри арийской ветви индоевропейских языков, наиболее близки к ним языки: это армянский, индоарийские и дардские, происходящие с ними из одной индоиранской общности.
В результате миграций на значительные расстояния и усиливающейся изоляции иранское единство распадается в нач. I тыс. до н. э., поэтому иранская языковая группа сильно дифференцирована, и языки крайних её ветвей не взаимопонимаемы.
Для новоиранской общности характерно многовековое господство персидского разговорного и литературного языка (и его близкородственных ветвей в виде языка дари и таджикского) и подавление им остальных иранских языков, наследие чего наблюдается и до сих пор.

## Древние иранцы

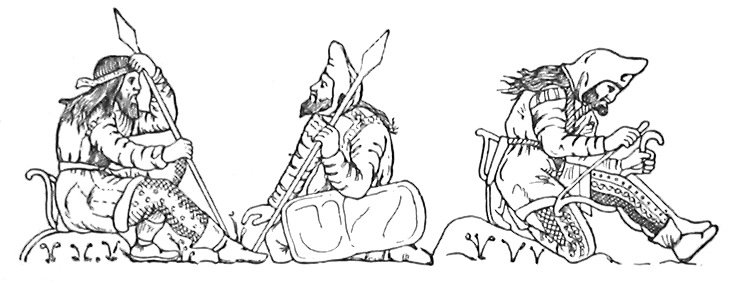
Скифы. Прорисовка сосуда из Куль-Обы

Персидские воины. Рельеф в Персеполисе

К концу I тыс. до н. э. иранские народы расселились на огромных территориях, включавших Иранское плато, Среднюю Азию, Гиндукушский регион вплоть до Инда, Синьцзян, Казахстан, степи к северу от Кавказа и Чёрного моря.
Вслед за иранскими языками древние иранские народы иногда принято делить на западных и восточных, хотя для самих древних иранцев такое деления вряд ли было актуальным, поскольку в I тыс. все иранские языки были ещё очень близки друг к другу и взаимопонятны. Гораздо актуальнее было различие по хозяйственному типу: одни иранские народы были оседлыми земледельцами или горными полуоседлыми пастухами, другие освоили кочевой образ жизни.
- Оседлые и полуоседлые народы
  - древние персы
  - артурнианы
  - мидяне
  - парфяне
  - хиониты
  - юэчжи
  - сагартии
  - сатагитии
  - ареи
  - зарангианы
  - арахозии
  - маргианцы
  - бактрийцы
  - согдийцы
  - хорезмийцы
- Кочевые и полукочевые народы
  - саки
    - саки Хотана, ставшие оседлым народом.

  - массагеты
    - эфталиты
    - кадусии
    - каспии

  - марды, куртии, кардухи
  - дахи
  - парны
  - скифы
  - сарматы
    - языги
    - роксоланы
    - аланы
    - росомоны
    - сербои
    - сираки
    - аорсы

## Современные ираноязычные народы

### История формирования
По сравнению с древней эпохой этническая карта современных иранских народов претерпела существенные изменения. Основными вехами здесь стали:
- Дезинтеграция начиная с III в. н. э. мира ираноязычных кочевников в евразийских степях и постепенная ассимиляция его со стороны восточных славян и тюркских кочевников. На Северном Кавказе и в Волго-Донских степях долго сохранялся полукочевой аланский этнос, окончательно утративший гегемонию в XIII—XIV вв. после нашествий монголов и Тамерлана. Остатком его, не подвергшимся языковой ассимиляции, являются нынешние осетины.
- Экспансия сначала среднеперсидского, а потом и его потомка новоперсидского языка на всё пространство Большого Ирана и ассимиляция им многих местных иранских наречий. В результате формируется обширная персо-таджикская общность от Хамадана до Ферганы, разговаривающая на близкородственных диалектах. Несколько обособлена оказалась только общность татов в северном Азербайджане и южном Дагестане.
- Экспансия курдов из районов центрального Загроса в Верхнюю Месопотамию и Армянское нагорье.
  1. Экспансия в VII-го века до н. э. ираноязычных племен с этнографической Мидии в Ассирию (Верхнюю Месопотамию)[55];
  2. На небольшой области Мардастан между Андзевациком и Сюником в провинции Васпуракан на Армянском нагорье зафиксировано ираноязычное племя мардов — возможно протокурдской народности[56];
  3. Миграция курдов по причине давления Арабского халифата с территории исторической Малой Мидии в южные провинции Армянского нагорья;
  4. Переселение в XII веке курдов с горного региона Хиккяри на Армянское нагорье[57];
  5. Усиление в XIV веке притока на Армянское нагорье курдов из Северной Месопотамии и ущелий гор Загроса[58];
  6. Заселение Армянского нагорья курдскими племенами из Персии и Сирии, присоединившихся к своим одноплеменникам, прибывшим сюда ранее;
  7. Мигрирование курдов на остальные территории Армянского нагорья в XVI—XIX веках, вплоть до Эриванской и Елизаветпольской губерний.
- Вытеснение языка азери в Азербайджане огузскими диалектами тюркской семьи. Остатками его являются говоры тати и талышский язык
- Миграция полукочевников Горгана и формирование белуджей в современном Белуджистане.
- Экспансия пуштунов в Афганистане на запад и север.
- Обширное, но далёкое от завершения вытеснение тюркскими наречиями таджикского языка в Средней Азии и северном Афганистане и формирование узбекской нации с сильными оседлыми иранскими традициями.

### Список современных ираноязычных народов

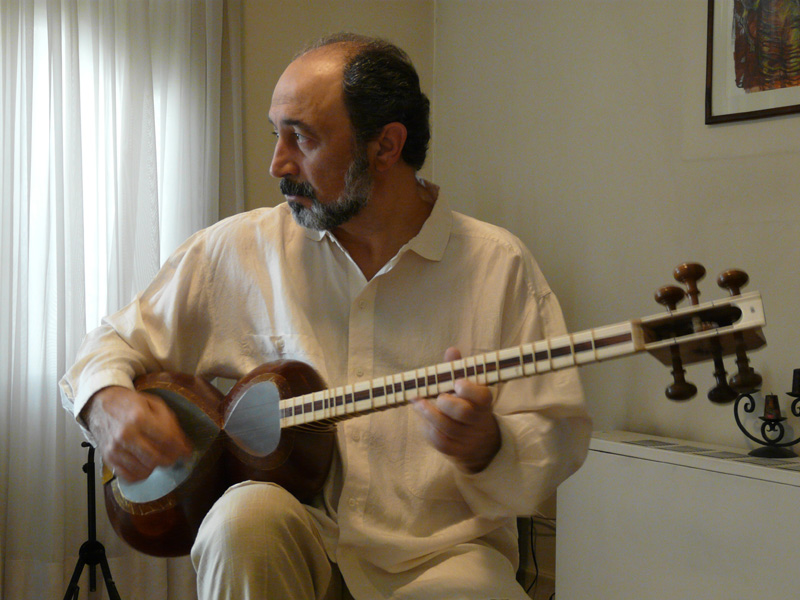
Дариуш Талаи, иранский музыкант с таром

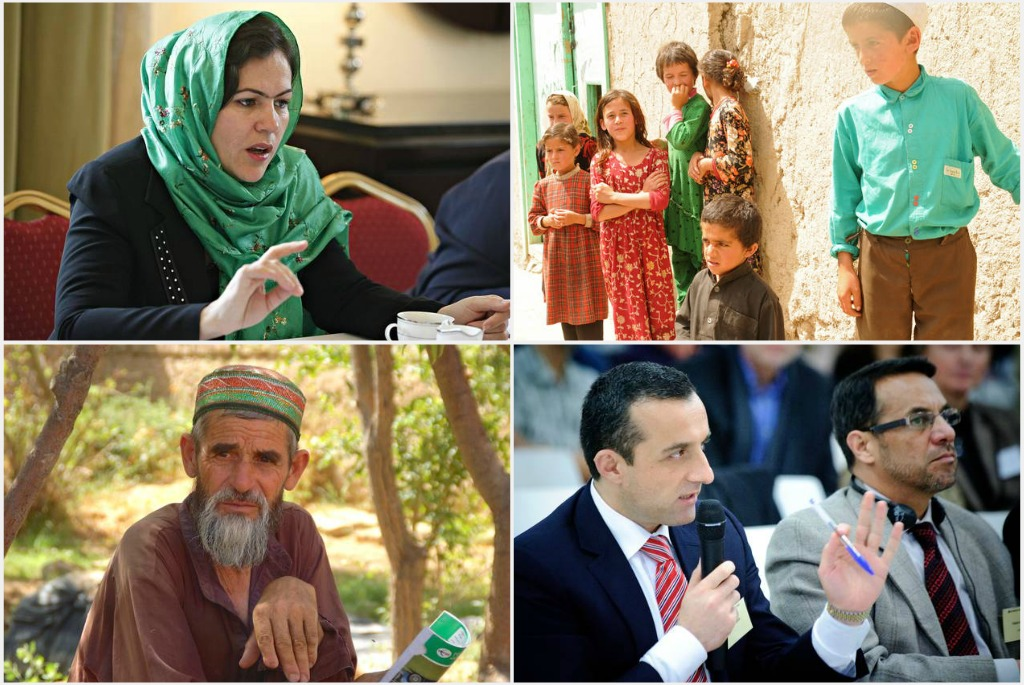
Таджики Афганистана

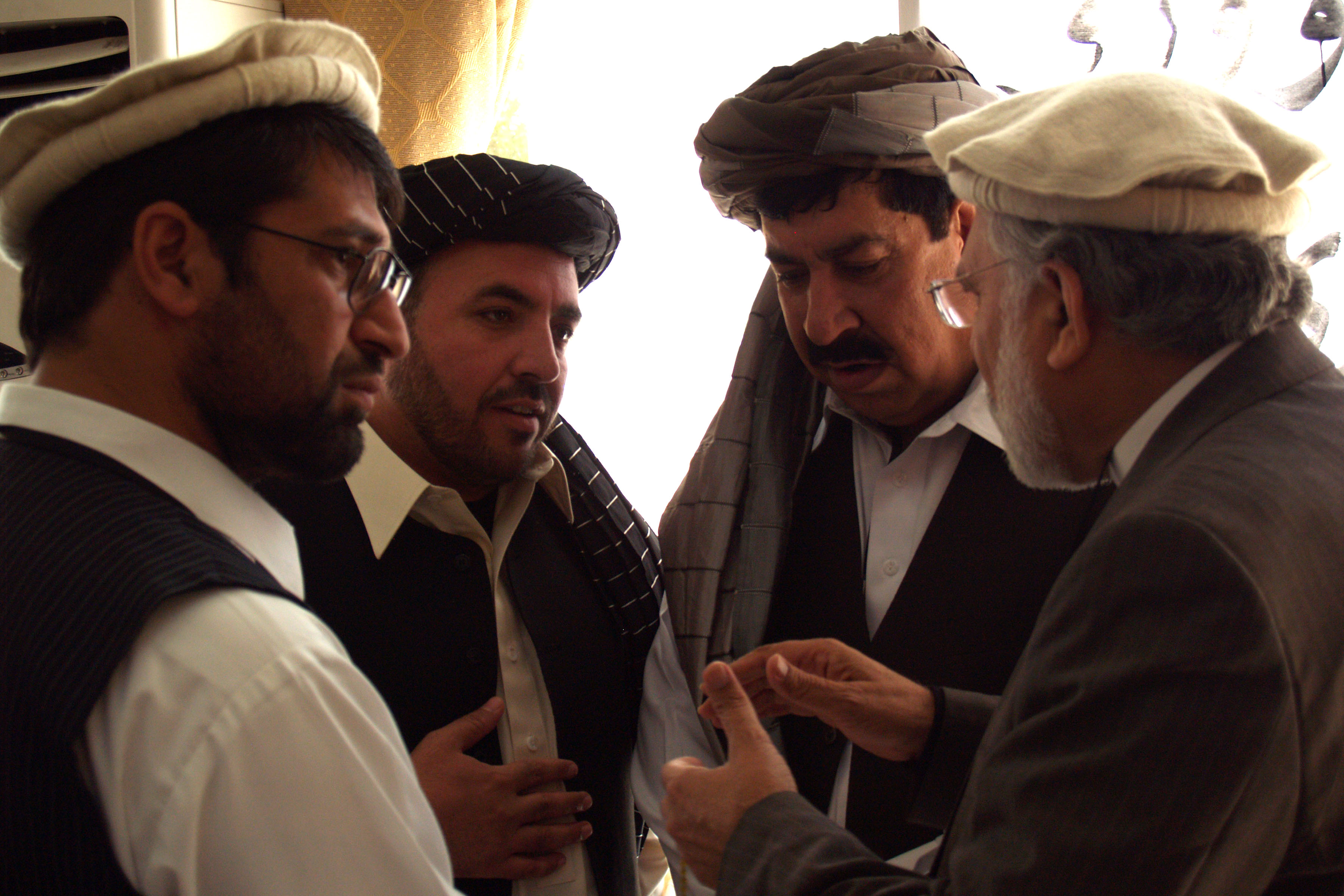
Пуштуны: губернаторы афганских провинций

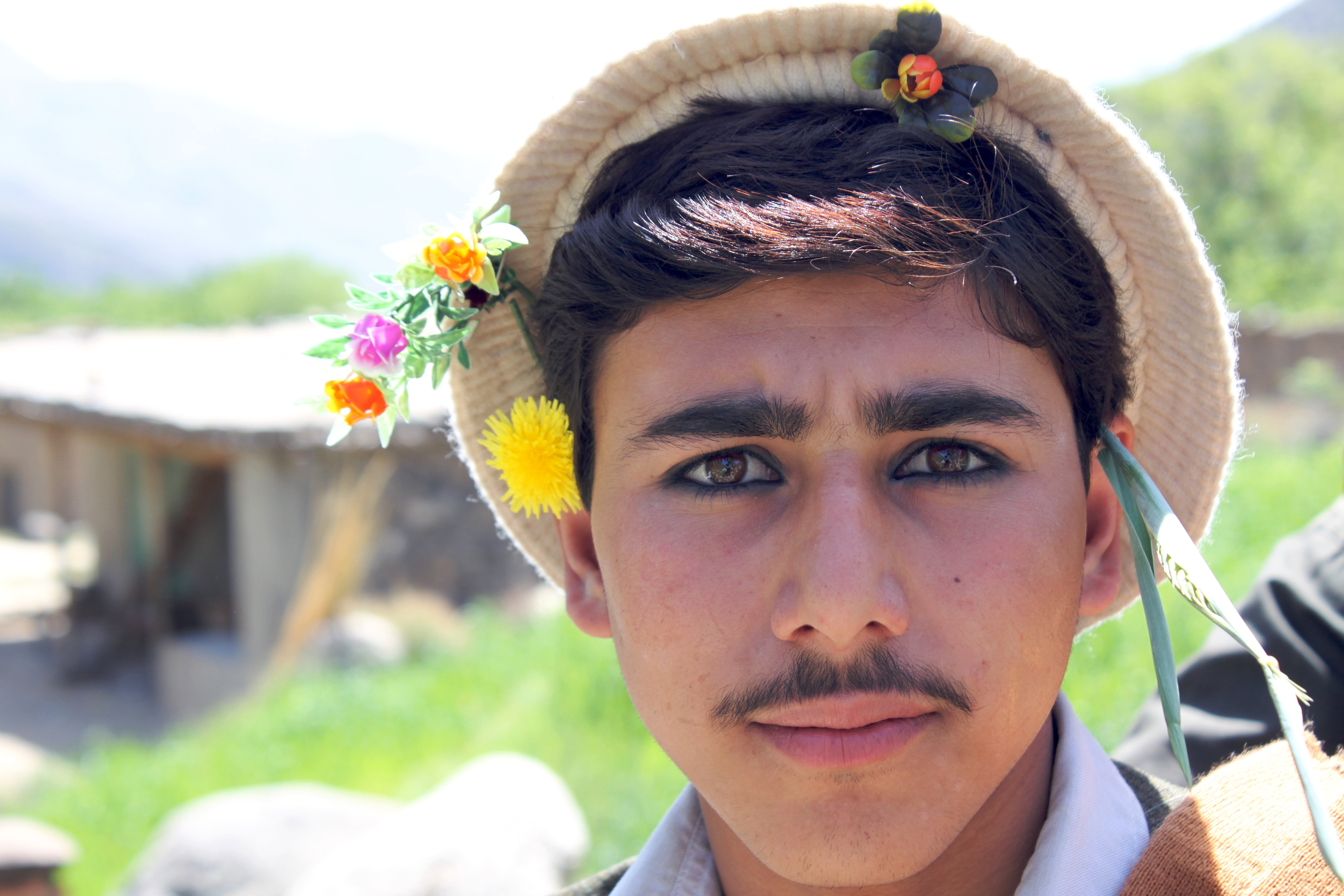
Пашаийский юноша в национальной одежде

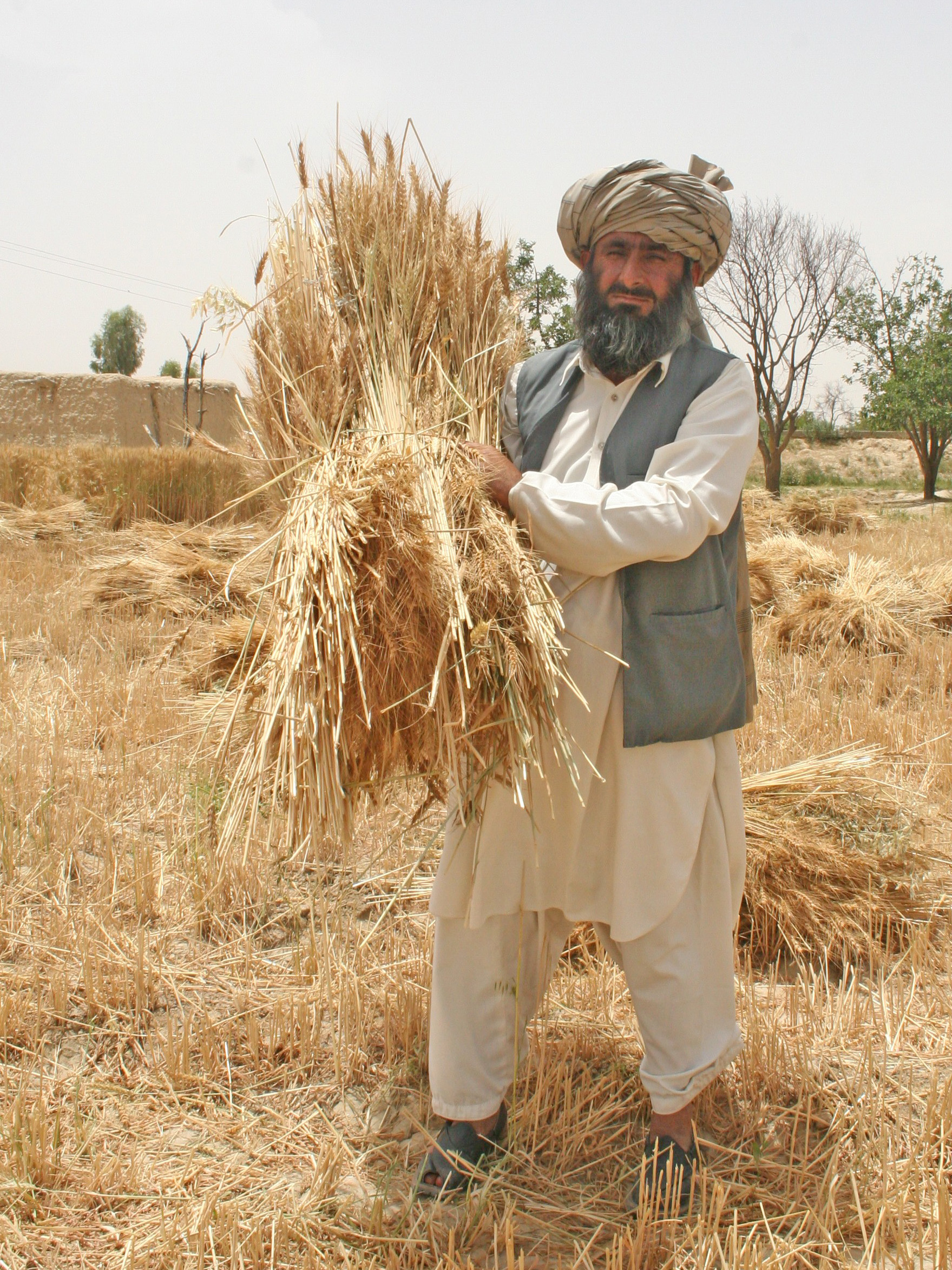
Белуджский крестьянин в Пакистане

- Персы и таджики (перс., дари فارسان، پارسان، ایرانی‌ها، تاجیک‌ها fârsân, pârsân, irânihâ (īrânīhâ), tâjikhâ (tâjīkhâ), тадж. форсон, порсон, эрониҳо, тоҷикҳо). Персы проживают в основном на территории Ирана, частично в Афганистане и Узбекистане. Таджики проживают в основном в Таджикистане, Афганистане и Узбекистане. Проблема соотношения персов и таджиков, диалекты которых представляют континуум, далека от ясности, что особенно видно на примере Афганистана в западных областях которого персоязычное население (парсиваны, фарсиваны) близко по языку, религии и традициям к персам иранских областей Хорасан и Систан а в восточных областях персоязычное население называется «таджиками» и тяготеет к таджикам Таджикистана. При этом одним из государственных языков страны признаётся язык дари, общий для всех персо-таджиков Афганистана, но основанный на персо-таджикском диалекте Кабула. Сами персо-таджики Афганистана обычно различают себя по религии (шиизм/суннизм) и противопоставляют себя кочевникам и полукочевникам как дехкане (دهقان/دهغان), то есть оседлые земледельцы.
- Пуштуны (пашто پښتون зап. paṣ̌tún, вост. paxˇtún мн.ч. پښتانه зап. paṣ̌tānə́, вост. paxˇtānə́), они же афганцы, восточноиранский народ, с традиционным кочевым и полукочевым бытом и разветвлённым племенным делением, проживающий в Афганистане и Пакистане.
- Пашаи (перс. پشه‌ای‎) — (самоназвание лагманцы, пашаи) юго-восточный иранский народ, в Афганистане (в горных долинах притоков рек Кабул и Кунар) и в провинции Хайбер-Пахтунхва современного Пакистана. Численность 100 тыс. человек. Говорят на языке пашаи индоарийской ветви индоевропейской семьи. Распространены также языки дари и пушту. Пашаи большинство — мусульмане-сунниты незначительное меньшинство является мусульмане-исмаилиты.
- Курды (курд. Kurd /کورد, курд. Kurmanc / کورمانج) [kurmanj] — западноиранский народ, основная территория проживания между Турцией, Ираком, Ираном и Сирией, называемая Курдистаном. Обладают племенным (родовым) делением и разговаривают на курдском языке, группируемый в несколько крупных диалектных групп.
- Белуджи (белудж. بلوچ balōč) — кочевой и полукочевой этнос с племенным делением. Основной территорией которого являются пакистанская провинция Белуджистан и иранский остан Систан и Белуджистан.
- Гилянцы и мазендеранцы (мазенд. مزرونی، تاپوری mazruni, topuri, гил. گیلک giläk) — довольно многочисленные народности южного Прикаспия, языки которых не обладают в Иране никаким статусом и обычно рассматриваются как диалекты персидского языка, хотя генетически довольно далеки от него.
- Луры и бахтиары (لر، بختیاری lor, baxtiyårī) — традиционно кочевые и полукочевые племена Западного Ирана, проживающие в горах Загроса. Разговаривают на лурском и бахтиярском языках, родственных фарси и курдскому.
- Памирские народы — совокупность разнородных высокогорных этносов, разговаривающих на различных восточноиранских языках (шугнанцы, рушанцы, бартангцы, орошорвцы, хуфцы, сарыкольцы, язгулямцы, ишкашимцы, сангличцы, ваханцы, мунджанцы, йидга) Проживают в горных областях Таджикистана и Афганистана, а также Пакистана и Синьцзян-уйгурского автономного района Китая.
- Ягнобцы (ягн. яғнобӣ) — малочисленный народ, наречие которого представляет собой последний реликт согдийского языка.
- Осетины (северные) иронцы и дигорцы (осет. ирон, дигорон) часть из которых мусульмане, часть переселились в Турцию. Северные осетины: иронцы, дигорцы, южные осетины: туальцы, кударцы, ксанцы (осет. туаллаг, къудайраг, чсайнаг) — ираноязычный народ, аланского происхождения, большинство христиане и язычники. Значительно отличаются от всех остальных ираноязычных народов[59].
- Хазарейцы (хаз. Hazāra) — потомки монгольских воинов, осевших в высокогорных областях Афганистана, смешавшихся с местным населением и усвоивших местный персо-таджикский диалект.
- Чараймаки (тюрк. «четыре племени») — совокупность кочевых и полукочевых племён на западе Афганистана и востоке Хорасан, в основном тюркское происхождение.
- Таты (татск. tat/тат, parsi/парси) — иранский народ, проживающий в Азербайджане и Российской Федерации (преимущественно на юге Дагестана).
- Талыши (тал. толыш) — иранский народ с ареалом проживания на территории Ирана и Азербайджана.
- Ясы (венг. Jászok, осет. Ястӕ) — этническая группа в Венгрии иранского происхождения. Утратили свой язык к концу XVII века, ассимилированы венграми. По вероисповеданию христиане-католики.

Существуют также другие локальные группы иранцев — носители отдельных «малых» языков, которые обычно этнически не отделяют себя от окружающего их иранского народа (персов, пуштунов, курдов) и часто двуязычны.
- Носители говоров тати, распространённых островками среди иранских азербайджанцев («азербайджанские персы»).
- Носители разнородных языков Семнана (см. Семнан).
- Носители центральноиранских диалектов (раджи).
- Конфессиональная общность зороастрийцев Йезда и Кермана, носители северо-западного иранского языка дари.
- Носители диалектов Фарса и Ларестана.
- Башкарди — народность на юго-востоке Ирана в провинции Хормозган на побережье Оманского залива (юго-западные иранские диалекты).
- Кумзари — народность в ОАЭ, Омане и островах Ормузского пролива (юго-западные диалекты).
- Ормури и парачи — носители изолированных северо-западных диалектов, распространённых островками в Афганистане среди пуштунского и таджикского населения.
- Ванеци — группа пуштунов с языком ванеци, сильно отличающимся от других диалектов пашто.

Кроме того, в арабских странах Персидского залива проживают персоязычные группы иранского происхождения: аджамы (Бахрейн) и хувала (ОАЭ, Кувейт, Катар, Саудовская Аравия, Бахрейн).
Проживающие в ираноязычных регионах иудеи являются носителями разнообразных еврейско-иранских языков.

## Численность иранских народов
1. Персы — 58,2 млн человек[60]
2. Курды — 46 млн человек[61]
3. Пуштуны — 42 млн человек
4. Таджики — 40 млн человек[62]
5. Белуджи — 12,4 млн человек[63]
6. Луры — 4,6 млн человек[64]
7. Мазендеранцы — 2,5 млн человек[65]
8. Гилянцы — 3 млн человек[66]
9. Бахтиары — 1,3 млн человек[67]
10. Ачуми — 800 тыс. человек
11. Талыши — 759 тыс. человек[68]
12. Осетины — 700 тыс. человек
13. Таты — 750 тыс. человек

## Иранские Государства и Династии
В данной статье представлен список государств и иранских династий.
- Пишдадиды (4500 до н. э.— 1700 до н. э.)
- Кеяниды (1700 до н. э.— 743 до н. э.)
- Сиявушиды (1200 до н. э.— 320 до н. э.)
- Согдиана (VI до н. э.— 750 н. э.)
- Бактрия (VII до н. э.— 145 год до н. э.)
- Хорезм (4000 до н. э.— 1007 н. э.)
- Афригиды (305 до н. э.— 995 н.э)
- Скифия (VIII век до н. э. — III в.н.э)
- Мидия (670 до н. э.— 550 до н. э.)
- Держава Ахеменидов (550 до н. э.— 330 до н. э.)
- Парфянское царство (250 д.н. э.— 224 н. э)
- Кушанское царство (I до н. э.— III н. э.)
- Государство эфталитов (IV—VI вв.)
- Сасанидская империя (224—651 гг.)
- Королевство Аланов в Испании (409—426)
- Королевство Вандалов и Аланов (439—534)
- Чаганиан (570—990)
- Бармакиды (XII век—831)
- Рустамиды (767—909)
- Тахириды	(821—873)
- Алавиды (864—927)
- Саффаридское государство (861—900)
- Саманидская империя (875—1005)
- Фаригуниды (IX век—1010)
- Саджиды (889—929)
- Зияриды (928—1090)
- Ильясиды (932—968)
- Мухтаджиды (929—1025)
- Салариды (941—981)
- Султанат Килва (957—1513)
- Марваниды (983/990—1085)
- Анназиды (990—1117)
- Мамуниды (995—1017)
- Буиды (934—1062)
- Раввадиды (955—1070/1116)
- Шеддадиды (951—1174)
- Алания (IX век — XIII век)
- Какуидский эмират (1008—1141)
- Гуридский султанат (1148—1215)
- Султанат Айюбидов (1171—1260)
- Султанат Свот (1190—1519)
- Картидское государство (1245—1381)
- Бахманийский султанат (1347—1527)
- Делийский султанат (1206—1555)
- Сербедары (1337—1381)
- Бенгальский султанат (1352—1576)
- Суриды (1539—1564)
- Каррани (1564—1576)
- Хотаки (1709—1738)
- Дурранийская империя (1747—1823)
- Зенды	(1753—1794)
- Пехлеви (1925—1979)

Независимые иранские государства:
- Иран
- Афганистан
- Таджикистан

Частично признанные иранские государства:
- Республика Южная Осетия — Государство Алания

Автономии
- Регион Курдистан — Субъект Республики Ирак.
- Западный Курдистан — государственное образование на севере-востоке Сирии.
- Исламский Эмират Вазиристан — Субъект Исламской Республики Пакистан.
- Ташкурган-Таджикский автономный уезд — автономный уезд Китайской Народной Республики.
- Северная Осетия — Субъект Российской Федерации.

## Иранские праздники
- Садех[англ.]
- Навруз
- Мехрган
- Шаб-е-Ялда
- Тирган
- Чахаршанбе-Сури
- Чаршама Сор

## Культура и религия

### Большой Иран

#### Иранская культура
Большинство иранских народов принадлежат культурно-историческому региону Большого Ирана, культура которого складывалась с нач. II тыс. до н. э. и на протяжении I тыс. до н. э. на базе восходящих к праиндоевропейским традициях древних ариев и культуры доиндоевропейского населения Средней Азии (БМАК), Гиндукуша и Иранского плато (Элам, Манна). На протяжении всей истории значительное влияние на иранские народы оказывали межэтнические контакты с Ближним Востоком, особенно с цивилизациями Месопотамии, а в дальнейшем и греками, индоариями, тюрками и др.
Большое влияние на формирование общеиранской культуры оказал зороастризм (маздеизм) — пророческая религия, ставшая основной формой национальных верований древних иранцев. Пережитки зороастризма до сих пор заметны в традициях народов, населяющих Большой Иран, в том числе и тюркоязычных. Близкими к зороастризму были зурванистские верования. В древнем ираноязычном мире также были распространены буддизм, манихейство и христианство.
Политическая культура иранцев формировалась под влиянием обширных империй, основываемых ираноязычными династиями: Ахеменидской, Аршакидской, Кушанской и прежде всего Сасанидской, в которой широко пропагандировался зороастризм и идея «Иранского царства» (пехл. Ērān-šahr).
Сасанидская держава была уничтожена непосредственно воинами арабских халифов (VII в.), что знаменовало собой начало распространения в Большом Иране ислама. Со времени завершения в целом исламизации иранцев (X в.) совпадает национальное возрождение иранской культуры и возвышения новоперсидского языка под эгидой Саманидов и последующих тюркских династий. Это время составления поэтического свода национального иранского эпоса Шахнаме, собранного из доисламских преданий, восходящих к Авесте и народным сказаниям об иранских царях и героях. Начиная с этой эпохи персидское культурное влияние распространяется на обширных пространствах мусульманского мира от Малой Азии и Румелии до Восточного Туркестана и Северной Индии. С классической персидской поэзией в иранском мире тесно связано широкое развитие суфийского движения.
Традиционная иранская культура основана на преимущественно земледельческом укладе. Земледелие в иранском регионе издавна носило интенсивный оазисный характер, с широким использованием орошения. Основной зерновой культурой является пшеница, в меньшей степени рис. Важным элементом иранской жизни также является сад. Города из административных центров (šahr(estān) — «место власти») разрастались в крупные торговые, ремесленные, религиозные и культурные поселения. Иранцев разных вероисповеданий объединяют многие общие верования и традиции, наиболее яркой из которых является встреча Нового года Новруз.
Несмотря на существование в древности различных по языку иранских народов, бо́льшая часть оседлого населения Большого Ирана (دهقان dehqɒn «крестьянин») перешла на персидский язык, распространившийся от Ферганы до Хузестана. Значительные ареалы других иранских языков сохранились только в регионах, обладающим существенным культурно-хозяйственным своеобразием. Прежде всего это высокогорные долины Памира и лесистая и увлажнённая Прикаспийская низменность, где хозяйство также основано на земледелии, а также области, где основу традиционной экономики составляет полукочевое или горное отгонное скотоводство — Курдистан, Лурестан, Белуджистан и земли пуштунов. Скотоводческие иранские народы обладают большим культурным своеобразием и часто подчиняют свою жизнь традиционным кодексам чести и общественных устоев, как Пуштунвалай у пуштунов или Марай у белуджей.

#### Внешнее влияние и народы с иранскими корнями
Иранская культура оказывала большое влияние на народы Восточной Европы, Ближнего Востока, Кавказа, Южной Азии, а также евразийских кочевников и их потомков в разных испостасях: в виде культуры ираноязычных кочевников, космополитичной империи Ахеменидов, национально-теократической державы Сасанидов или персо-мусульманской культуры. Взаимодействие с иными народами региона Большого Ирана и обширная ассимиляция ираноязычного населения в новых этноязыковых общностях привела к проникновению многих элементов иранской культуры в традиции неираноязычных народов. Этногенез многих тюркоязычных (азербайджанцы, оседлые туркмены, узбеки, уйгуры) и некоторых славянских народов (украинцы, южные этнографические группы русских) происходил на значительном иранском субстрате. Также иранскими группами, перешедшими на индоарийские языки, считаются парсы и джаты.

#### Религии
Большинство современных иранских народов поделено между двумя направлениями ислама:
- сунниты: таджики, пуштуны, белуджи, южные талыши (приверженцы суфийского ордена накшбанди), некоторая часть осетин, некоторая часть татов, курды (в основном шафиитский мазхаб);
- шииты-двунадесятники: персы, часть иранских курдов и большинство малых народов Исламской республики Иран (мазендеранцы, гилянцы, семнанцы[англ.] и др.), северные талыши, таты, фарсиваны запада Афганистана (прежде всего гератцев), хазарейцы.

Другие шиитские течения представлены:
- исмаилитами — среди памирских народов;
- алевитами — среди курдов-заза;
- сектой Ахл-е Хакк — среди курдов.

Некоторая часть курдов исповедует езидизм — синкретическое течение, сильно отошедшее от ислама и вобравшее в себя многие доисламские иранские верования. Зороастризм сохранился только в виде йездской и керманской общин, представители которых в Новое время расселились по другим крупным городам Ирана. В настоящее время большинство зороастрийцев Ирана проживает в Тегеране. Иудаизм исповедуют ираноязычные группы персидских, горских и бухарских евреев.
- Православное христианство — среди осетин (ираноязычный народ, проживающий на Кавказе; также исповедуют и национальное монотеистическое верование)